# Поцелуевка
Поцелуевка (латыш. Pocelujevka; латг. Pocelujevka) — деревня Латвии. Присвоен код классификатора 100176156. Поцелуевка расположена в Латгальском регионе Резекненского края, Гришканской волости. Рядом с деревней пролегает трасса P55. В поселке расположена Керамическая мастерская гончара Айвара Упшеля.